# گونه‌زایی همجا
گونه‌زایی همجا، گونه‌زایی هم‌میهن یا گونه‌زایی هم‌بوم (به انگلیسی: Sympatric speciation)، به ظهور یک گونه جدید بدون انزوای جغرافیایی، و ایجاد سازوکارهای جداسازی جدید در یک گشن‌گروه می‌گویند.